# UC Sampdoria
Unione Calcio Sampdoria is een Italiaanse voetbalclub uit Genua.

## Geschiedenis
De club ontstond in 1946 uit een fusie tussen Sampierdarenese, een club genaamd naar de wijk Sampierdarena in Genua, en Andrea Doria, een club die vernoemd is naar Andrea Doria, een held uit de Genuase onafhankelijkheid. De bijnaam blucerchiati ("blauw-geringden") komt van het tenue, dat bestaat uit een blauw shirt met daarop een wit-rood-zwart-witte horizontale baan. In het logo van de club staat een zwart silhouet dat het gezicht van een typisch gestileerde Ligurische visser met baard, karakteristieke pet, pijp en haar in de wind voorstelt, een Baciccia. Thuiswedstrijden worden, afwisselend met stadsgenoot Genoa, gespeeld in het Stadio Luigi Ferraris.
In de eerste veertig jaar van haar bestaan pendelde Sampdoria regelmatig tussen de Serie A en de Serie B. Haar grootste successen bereikte de club vanaf halverwege de jaren tachtig tot half jaren negentig. In deze periode werd er viermaal beslag gelegd op de Coppa Italia, in 1990 won de club de Europacup II en in 1991 werd met spelers als Roberto Mancini en Gianluca Vialli het kampioenschap van Italië behaald. Een jaar later verloren de Blucerchiati de finale van de Europacup I van FC Barcelona.
Na deze bloeiperiode verging het de Genuezen minder voorspoedig; in 1999 degradeerde de club zelfs naar de Serie B om pas in 2003 terug te keren naar de hoogste divisie. In de seizoenen 2003/2004 en 2004/2005 werden vervolgens respectievelijk een achtste en vijfde plaats behaald. In het seizoen 2005/2006 speelde de club in de UEFA Cup, maar overleefde de groepsfase niet. De competitie startte veelbelovend maar eindigde dramatisch met een serie van dertien wedstrijden zonder winst en een 12de plaats in de uiteindelijke ranglijst. In het seizoen 2008/2009 kwam de club niet verder dan een teleurstellende 13de plaats, maar de weg naar het succes lijkt te zijn ingeslagen want de Blucerchiati is de revelatie van het seizoen 2009/2010 met een veelbelovende 4e plaats in de Serie A. Nadat Sampdoria in het begin van het seizoen 2010/11 nog mocht aantreden in de voorrondes van de Champions League en de Europa League, kon de ploeg uit Genua met nog één speeldag te gaan niet vermijden dat het degradeerde naar de Serie B. Na één seizoen keerde de club wel terug.

### Seizoen 2024/25
Sampdoria kende een moeizaam seizoen in de Serie B en eindigde op 14 mei 2025 als 18e na een 0–0 gelijkspel tegen SS Juve Stabia. Hierdoor moest de club voor het eerst in haar geschiedenis deelnemen aan de play-out om degradatie naar de Serie C te voorkomen.
In de heenwedstrijd van de play-out tegen Salernitana boekte Sampdoria een overtuigende 2–0 overwinning. De return in Salerno, oorspronkelijk gepland voor 20 juni, werd uitgesteld nadat 21 leden van de delegatie van Salernitana, waaronder meerdere spelers, getroffen werden door voedselvergiftiging.
De wedstrijd werd uiteindelijk op 22 juni gespeeld, maar moest in de 72e minuut definitief worden gestaakt na zware wanordelijkheden. Supporters van Salernitana gooiden onder meer stoelen, vuurwerk en rookbommen richting het veld, waarna de wedstrijd werd stilgelegd. De Italiaanse voetbalbond (FIGC) besloot de wedstrijd niet te hervatten en bevestigde het resultaat. Sampdoria bleef daardoor behouden voor de Serie B, terwijl Salernitana degradeerde naar de Serie C.

## Erelijst
| Internationaal            |    |                        |
| European Cup Winners' Cup | 1x | 1990                   |
| UEFA Intertoto Cup        | 1x | 2007                   |
| Nationaal                 |    |                        |
| Serie A                   | 1x | 1991                   |
| Coppa Italia              | 4x | 1985, 1988, 1989, 1994 |
| Supercoppa Italiana       | 1x | 1991                   |
| Serie B                   | 2x | 1934, 1967             |

## Eindklasseringen
- 1947 10e
Serie A
- 1948 14e
Serie A
- 1949 5e
Serie A
- 1950 13e
Serie A
- 1951 12e
Serie A
- 1952 7e
Serie A
- 1953 10e
Serie A
- 1954 8e
Serie A
- 1955 9e
Serie A
- 1956 6e
Serie A
- 1957 5e
Serie A
- 1958 12e
Serie A
- 1959 5e
Serie A
- 1960 8e
Serie A
- 1961 4e
Serie A
- 1962 10e
Serie A
- 1963 11e
Serie A
- 1964 15e
Serie A
- 1965 14e
Serie A
- 1966 16e
Serie A
- 1967 1e
Serie B
- 1968 10e
Serie A
- 1969 12e
Serie A
- 1970 13e
Serie A
- 1971 12e
Serie A
- 1972 9e
Serie A
- 1973 12e
Serie A
- 1974 13e
Serie A
- 1975 13e
Serie A
- 1976 12e
Serie A
- 1977 15e
Serie A
- 1978 8e
Serie B
- 1979 9e
Serie B
- 1980 7e
Serie B
- 1981 5e
Serie B
- 1982 2e
Serie B
- 1983 7e
Serie A
- 1984 7e
Serie A
- 1985 4e
Serie A
- 1986 11e
Serie A
- 1987 6e
Serie A
- 1988 4e
Serie A
- 1989 5e
Serie A
- 1990 5e
Serie A
- 1991 1e
Serie A
- 1992 6e
Serie A
- 1993 7e
Serie A
- 1994 3e
Serie A
- 1995 8e
Serie A
- 1996 8e
Serie A
- 1997 6e
Serie A
- 1998 9e
Serie A
- 1999 16e
Serie A
- 2000 5e
Serie B
- 2001 5e
Serie B
- 2002 11e
Serie B
- 2003 2e
Serie B
- 2004 8e
Serie A
- 2005 5e
Serie A
- 2006 12e
Serie A
- 2007 9e
Serie A
- 2008 6e
Serie A
- 2009 13e
Serie A
- 2010 4e
Serie A
- 2011 18e
Serie A
- 2012 6e
Serie B
- 2013 14e
Serie A
- 2014 12e
Serie A
- 2015 7e
Serie A
- 2016 15e
Serie A
- 2017 10e
Serie A
- 2018 10e
Serie A
- 2019 9e
Serie A
- 2020 15e
Serie A
- 2021 9e
Serie A
- 2022 15e
Serie A
- 2023 20e
Serie A
- 2024 7e
Serie B
- 2025 17e
Serie B

- Serie A
- Serie B

## In Europa
Sampdoria speelt sinds 1961 in diverse Europese competities. Hieronder staan de competities en in welke seizoenen de club deelnam. De editie die Sampdoria heeft gewonnen is dik gedrukt
- Europacup I (1x)

1991/92
- Europa League (2x)

2010/11, 2015/16
- Europacup II (5x)

1985/86, 1988/89, 1989/90, 1990/91, 1994/95
- UEFA Cup (4x)

1997/98, 2005/06, 2007/08, 2008/09
- UEFA Super Cup (1x)

1990
- Intertoto Cup (2x)

1998, 2007
- Jaarbeursstedenbeker (1x)

1962/63
- Mitropacup (1x)

1961

## Spelers records
Top-5 meest gespeelde wedstrijden
| Nr. | Land   | Naam              | Positie      | Periode   | Aantal |
| --- | ------ | ----------------- | ------------ | --------- | ------ |
| 1.  | Italië | Roberto Mancini   | Aanvaller    | 1982-1997 | 567    |
| 2.  | Italië | Moreno Mannini    | Verdediger   | 1984-1999 | 501    |
| 3.  | Italië | Pietro Vierchowod | Verdediger   | 1983-1995 | 493    |
| 4.  | Italië | Angelo Palombo    | Middenvelder | 2002-2017 | 459    |
| 5.  | Italië | Fausto Pari       | Middenvelder | 1983-1992 | 401    |

Top-5 Doelpuntenmakers
| Nr. | Land   | Naam               | Periode               | Aantal |
| --- | ------ | ------------------ | --------------------- | ------ |
| 1.  | Italië | Roberto Mancini    | 1982-1997             | 171    |
| 2.  | Italië | Gianluca Vialli†   | 1984-1992             | 141    |
| 3.  | Italië | Francesco Flachi   | 1999-2007             | 110    |
| 4.  | Italië | Fabio Quagliarella | 2006-2007 / 2016-2023 | 106    |
| 5.  | Italië | Adriano Bassetto†  | 1946-1953             | 92     |

- t/m 15-05-2025

## Bekende spelers

### Nederlanders
- Ruud Gullit
- Clarence Seedorf
- Mohamed Ihattaren

### Belgen
- Dennis Praet

### Italianen
- Giuseppe Baldini
- Amedeo Carboni
- Antonio Cassano
- Giulio Falcone
- Riccardo Ferri
- Marcello Lippi
- Attilio Lombardo
- Roberto Mancini
- Antonio Mirante
- Vincenzo Montella
- Graziano Pellè
- Andrea Poli
- Gianluca Pagliuca
- Fabio Quagliarella
- Gianluca Vialli
- Pietro Vierchowod
- Roberto Vieri
- Walter Zenga

### Overig
- Vujadin Boskov
- Hans-Peter Briegel
- Mark Edusei
- Samuel Eto'o
- Vladimir Jugović
- Krunoslav Jurčić
- Christian Karembeu
- Srečko Katanec
- Jürgen Klinsmann
- Karlo Lulić
- Siniša Mihajlović
- Víctor Muñoz
- Luis Suárez
- Ariel Ortega
- David Platt
- Joachim Andersen
- Simon Poulsen
- Al-Saadi al-Qadhafi
- Jesé Rodríguez
- Graeme Souness
- Juan Sebastián Verón
- Sergio Romero
- Morten Thorsby